# La Princesse et son taxi
Pour plus de détails, voir Fiche technique et Distribution.
La Princesse et son taxi (This Is Heaven) est un film américain réalisé par Alfred Santell et sorti en 1929.

## Synopsis
À Ellis Island (New York), une immigrante hongroise nouvellement arrivée retrouve son oncle et sa fille, chez qui elle est hébergée dans le Bronx. Elle trouve un travail de cuisinière dans un restaurant de la 5e Avenue. Elle rencontre un jeune homme dans le métro, portant une casquette de chauffeur alors qu'il est millionnaire. Plus tard elle le retrouve et prétend être une princesse russe en exil.

## Fiche technique
- Titre : La Princesse et son taxi
- Titre original : This Is Heaven
- Réalisation : Alfred Santell
- Scénario : Hope Loring, Arthur Mantell
- Dialogues : George Marion
- Producteur : Samuel Goldwyn
- Photographie : George Barnes, Gregg Toland
- Montage : Viola Lawrence
- Musique : Hugo Riesenfeld
- Production : Samuel Goldwyn Productions
- Distributeur : United Artists
- Durée : 90 minutes (version sonore), 7950 ft (version muette)
- Date de sortie : 22 juin 1929

## Distribution
- Vilma Bánky : Eva Petrie
- James Hall : James Stackpoole
- Fritzi Ridgeway : Mamie Chase
- Lucien Littlefield : Frank Chase
- Richard Tucker : E. D. Wallace